# Hassani Dotson
Pour les articles homonymes, voir Dotson.
Hassani Dotson, né le 6 août 1997 à Federal Way dans l'État de Washington, est un joueur américain de soccer qui joue au poste de milieu central à Minnesota United en MLS.

## Biographie

### Parcours universitaire
Hassani Dotson obtient son diplôme de secondaire à la Todd Beamer High School de Federal Way en juin 2015. Il joue ensuite au soccer au niveau universitaire à l'Université d'État de l'Oregon, à Corvallis, entre 2015 et 2018,. Le 30 août 2015, il participe à son premier match avec les Beavers face aux Spartans de Michigan State (victoire 1-0). Puis, le 11 septembre, il dispute son premier match en tant que titulaire face aux Dukes de Duquesne (victoire 2-3). Le 22 septembre, il délivre sa première passe décisive en faveur de son coéquipier Jordan Jones face aux Bulldogs de Gonzaga (défaite 2-1). Puis, le 1er novembre, il délivre sa deuxième et dernière passe décisive de la saison en faveur de son coéquipier Jordan Jones face aux Golden Bears de la Californie (défaite 1-2).
La saison suivante, il est nommé dans l'équipe-type du tournoi Hensor/Zaher Classic et remporte ce tournoi. Le 5 septembre 2016, il délivre son unique passe décisive de la saison à Don Tchilao face aux Buckeyes d'Ohio State (victoire 2-1). Il inscrit son premier but avec les Beavers face aux Aztecs de San Diego State le 29 septembre (1-1). Il termine la saison sur une victoire face aux Huskies de Washington (0-1).
Lors de sa troisième année à l'OSU, il inscrit son premier but de la saison face aux Highlanders de l'UC Riverside (en) le 3 septembre 2017 (victoire 3-2). Il inscrit un nouveau but face à l'Orange de Syracuse le 12 septembre (défaite 3-2), puis il inscrit son dernier but de l'année face aux Golden Bears de la Californie le 19 octobre (victoire 2-1). Le 14 novembre, il reçoit une mention honorable pour sa saison sportive par la Pac-12,. Puis, le 30 novembre, il reçoit une mention honorable de la part de l'académie de la Pac-12,.
Lors de sa dernière année d'étude, il est nommé meilleur joueur de la semaine de la Pac-12 le 16 octobre 2018,. Il inscrit son dernier but universitaire face aux Bruins de l'UCLA le 28 octobre (victoire 4-3). Il est membre de la deuxième équipe-type de la Pac-12 le 14 novembre,. Les Beavers participent aux séries éliminatoires du championnat de la NCAA, mais perdent au deuxième tour face aux Gaels de Saint Mary (défaite 1-0). Le 3 décembre, il reçoit pour la deuxième fois une mention honorable de la part de l'académie de la Pac-12,. En 72 rencontres, Hassani Dotson inscrit cinq buts et trois passes décisives avec les Beavers d'Oregon State,.
Hassani Dotson continue à jouer au soccer pendant la relâche estivale, lorsqu'il rejoint le Crossfire de Washington en PDL. Le 10 juin 2016, il fait ses débuts en tant que titulaire en PDL contre Eastside FC (défaite 3-2). Il dispute six matchs avec le Crossfire de Washington. L'été suivant, il rejoint Lane United qui évolue également en PDL. Le 26 mai 2017, il fait ses débuts avec Lane face aux Rovers de TSS (victoire 3-1). Puis, le 29 mai, il dispute sa première rencontre en tant que titulaire face aux Timbers U23 de Portland et délivre également une passe décisive (2-2). Il dispute neuf matchs et délivre une passe décisive avec Lane United.

### Carrière en club
Ses performances lui valent d'être invité au MLS Combine 2019,, puis d'être repêché par Minnesota United en trente-et-unième position lors de la MLS SuperDraft 2019,. Il participe ensuite à la préparation de la saison de la MLS des minnésotains et convainc Adrian Heath de lui offrir son premier contrat professionnel le 16 février 2019. Le 2 mars, il fait ses débuts professionnels en MLS, en remplaçant Darwin Quintero à la fin de la rencontre, face aux Whitecaps de Vancouver (victoire 2-3). Le 25 mai, il dispute sa première rencontre en tant que titulaire en MLS face au Dynamo de Houston (victoire 1-0). Il marque son premier but professionnel d’une demi-volée face à Philadelphie le 2 juin (défaite 2-3). Il inscrit un nouveau but face au FC Cincinnati le 29 juin (victoire 7-1),, puis un autre face au FC Dallas le 10 août (défaite 5-3),. Lors de la finale de la U.S. Open Cup contre Atlanta United, il dispute la rencontre en tant que titulaire, mais le club s'incline deux buts à un,. Le 25 septembre, il inscrit son dernier but de la saison à la fin de la rencontre face au Sporting de Kansas City (victoire 2-1). Grâce à cette victoire, Minnesota United se qualifie pour la première fois en séries éliminatoires. Individuellement, il inscrit quatre buts et deux passes décisives en 29 matchs pour sa première saison professionnelle.
La saison 2020 est suspendue après deux semaines d'activités en raison de la pandémie de Covid-19 aux États-Unis. C’est dans ce contexte très particulier que Dotson retrouve les terrains quatre mois après, à l’occasion du tournoi nommé MLS is Back,. Les Loons terminent deuxièmes de leur groupe et il participe à six rencontres du tournoi. Lors du quart de finale face aux Earthquakes de San José, il est élu homme du match,,. Puis, ils sont éliminés en demi-finale par le Orlando City SC. Après ce tournoi inédit, il marque son seul but de la saison le 29 août face au FC Dallas (défaite 3-1). Puis, le 6 septembre, il délivre sa première passe décisive en MLS en faveur de son coéquipier Robin Lod face au Real Salt Lake (victoire 4-0). Le 18 octobre, il se blesse à la cheville lors d'un match face au Dynamo de Houston,. Le 7 décembre, ils sont éliminés en finale de conférence au porte de la finale,, par les Sounders de Seattle,.

### Carrière internationale
Il fait un passage au camp d'entraînement à l'Elite Athlete Training Center de Chula Vista en septembre 2019 où il est appelé avec la sélection des moins de 23 ans afin de préparer le tournoi pré-olympique masculin de la CONCACAF 2020. Le 9 septembre, il fait ses débuts en tant que titulaire avec les moins de 23 ans, face au Japon (victoire 2-0).
Le 1er mars 2021, il est retenu dans la pré-liste de trente-et-un joueurs pour le tournoi pré-olympique masculin de la CONCACAF 2020 avec les moins de 23 ans,. Il est retenu dans la liste finale de vingt joueurs le 11 mars,. Lors du deuxième match du tournoi contre la République dominicaine (en), il inscrit un doublé et est élu homme du match,.

## Statistiques

### Statistiques en club
| Saison                | Club                  | Championnat           | Championnat | Championnat | Championnat | Coupe(s) nationale(s) | Coupe(s) nationale(s) | Coupe(s) nationale(s) | Compétition(s) continentale(s) | Compétition(s) continentale(s) | Compétition(s) continentale(s) | Compétition(s) continentale(s) | Séries | Séries | Séries | Total | Total | Total |
| Saison                | Club                  | Division              | M.          | B.          | P.d.        | M.                    | B.                    | P.d.                  | Comp.                          | M.                             | B.                             | P.d.                           | M.     | B.     | P.d.   | M.    | B.    | P.d.  |
| 2019                  | Minnesota United      | MLS                   | 24          | 4           | 0           | 5                     | 0                     | 2                     | -                              | -                              | -                              | -                              | 0      | 0      | 0      | 29    | 4     | 2     |
| 2020                  | Minnesota United      | MLS                   | 18          | 1           | 1           | -                     | -                     | -                     | -                              | -                              | -                              | -                              | 6      | 0      | 1      | 24    | 1     | 2     |
| 2021                  | Minnesota United      | MLS                   | 29          | 2           | 2           | -                     | -                     | -                     | -                              | -                              | -                              | -                              | 1      | 0      | 0      | 30    | 2     | 2     |
| 2022                  | Minnesota United      | MLS                   | 7           | 1           | 2           | 1                     | 0                     | 0                     | -                              | -                              | -                              | -                              | -      | -      | -      | 8     | 1     | 2     |
| 2023                  | Minnesota United      | MLS                   | 34          | 3           | 3           | 2                     | 0                     | 0                     | LC                             | 4                              | 1                              | 1                              | -      | -      | -      | 40    | 4     | 4     |
| 2024                  | Minnesota United      | MLS                   | 29          | 5           | 3           | -                     | -                     | -                     | LC                             | 1                              | 0                              | 0                              | 3      | 0      | 0      | 33    | 5     | 3     |
| 2025                  | Minnesota United      | MLS                   | 5           | 1           | 0           | -                     | -                     | -                     | LC                             | -                              | -                              | -                              | -      | -      | -      | 5     | 1     | 0     |
| Total sur la carrière | Total sur la carrière | Total sur la carrière | 146         | 17          | 11          | 8                     | 0                     | 2                     | -                              | 5                              | 1                              | 1                              | 10     | 0      | 1      | 169   | 18    | 15    |

## Palmarès

### En club
Minnesota United
- Finaliste de la Coupe des États-Unis en 2019

### Distinctions personnelles
- Membre de la 2e équipe-type de la Pac-12 en 2018
- Pac-12 All-Academic Honorable Mention en 2017 et 2018
- All-Pac-12 Honorable Mention en 2017